# ادمیر (بازیکن فوتبال، زاده ۱۹۹۵)
ادمیر (انگلیسی: Ademir؛ زادهٔ ۱۶ فوریهٔ ۱۹۹۵) بازیکن فوتبال اهل برزیل است.